# István Gyarmati (actor)
István Gyarmati, menționat uneori Ștefan Gyarmati, (n. 25 iunie 1929, Marghita, România – d. 30 noiembrie 1995, Târgu Mureș, România) a fost un actor român de etnie maghiară. A profesat ca actor timp de o stagiune la Cluj, după care s-a transferat la Teatrul de Stat (ulterior Teatrul Național) din Târgu Mureș, unde a jucat timp de 39 de ani, până la sfârșitul vieții.

## Biografie
S-a născut la 25 iunie 1929 în orașul Marghita din județul Bihor. A absolvit cursurile Școlii Pedagogice din Satu Mare, după care a lucrat ca profesor la Școala Primară din satul Mișca (județul Bihor) între anii 1949 și 1950. A urmat apoi, în perioada 1950-1951, cursuri de limba rusă la Universitatea Bolyai din Cluj. În anul 1952 a fost transferat la cerere la Institutul de Teatru „Szentgyörgyi István” din Târgu Mureș, absolvind cursurile de actorie în 1955. I-a avut colegi de promoție pe Tibor Ebergényi, János Jánó, Imre Nagy, Frigyes Palóczi, Teréz Peris, Béla Rácz, Rudolf Rindt, Kornélia Szamossy, Tibor Szigeti, Béla Tulogdi și Árpád Zsoldos. A profesat ca actor timp de o stagiune la Teatrul Maghiar de Stat din Cluj, după care s-a întors la Târgu Mureș, unde a jucat până la sfârșitul vieții la Teatrul Secuiesc de Stat și, din 1978, la succesorul său legal, Teatrul Național.
A fost un actor cu un simț deosebit al umorului amar, care a interpretat „convingător și autentic” personaje complexe din drame metaforice și tragicomedii precum nebunii înțelepți din piesele lui Shakespeare. Printre rolurile interpretate în cursul carierei sale pot fi menționate bufonul Tiribi din Cavalerul mut de Jenő Heltai, Einstein din Fizicienii de Friedrich Dürrenmatt, Aladár Csupor din Baloane de săpun de Gergely Csiky, Szalay din Dragoste de Lajos Barta, Forintos din Fidelitate de Lajos Szabó și Malvolio din A douăsprezecea noapte de William Shakespeare. Interpretarea rolului Forintos din spectacolul cu piesa Fidelitate de Lajos Szabó i-a adus un premiu la prima ediție a Festivalului Național de Teatru de la Sfântu Gheorghe. A jucat, de asemenea, în câteva filme românești și ungurești.
A murit la 30 noiembrie 1995 (sau, după altă sursă, la 18 octombrie 1995) la Târgu Mureș.

## Roluri în piese de teatru
- Cine poate, râde (comedie muzicală, 1968)
- Spectacol aniversar în cinstea artistei emerite Margit B. Kőszegi (1975)
- Andi Andrieș: Grădina cu trandafiri — Ionescu-Antricot
- Aleksei Arbuzov: Poveste din Irkutsk — bărbatul beat
- Aurel Baranga: Adam și Eva — avocatul
- Aurel Baranga: Arcul de triumf — ziaristul Miluță Jipa
- Aurel Baranga: Sfântul Mitică Blajinul — Vasile Vasile
- Aurel Baranga: Siciliana – Anton
- Lajos Barta: Iubire — Szalay, inginer pensionar
- Bertolt Brecht: Ascensiunea lui Arturo Ui poate fi oprită — Giuseppe Givola, florar
- Sándor Bródy: Învățătoarea — majordomul / medicul
- Mihail Bulgakov: Cabala bigoților — Jean-Jacques Bouton, ucenicul lui Molière
- I.L. Caragiale: D-ale carnavalului — un catindat de la percepție
- I.L. Caragiale: O scrisoare pierdută — Dandanache
- Anton Cehov: Cerere în căsătorie — Lomov
- Anton Cehov: Trei surori — Ferapont
- Gergely Csiky: Baloane de săpun — Aladár Csupor
- Friedrich Dürrenmatt: Fizicienii — Ernest H. Ernesti (Einstein)
- Paul Everac: Simple coincidențe — moș Florică Predoiu
- Paul Everac: Ștafeta nevăzută — Pătulea
- Géza Gárdonyi: Vinul — Durbints
- Carlo Goldoni: Hangița — marchizul de Forlipopoli
- Carlo Goldoni: O întâmplare ciudată — Riccardo
- Maxim Gorki: Azilul de noapte — Mihail Ivanov Kostîliov, proprietarul azilului
- James Gow – Arnaud D'Usseau: Rădăcini adânci — Roy Maxwell
- Jenő Heltai: Cavalerul mut — Tiribi, bufonul curții
- Paul Ioachim: Nu suntem îngeri — Arghir
- Frigyes Karinthy: Seară de cabaret (1971)
- József Katona: Bánk bán — Simon bán
- Alexandru Kirițescu: Gaițele — Ianache
- László Kiss – Dezső Kováts: Furtună în munți — Felicián Gedő, șef de gară
- István Komzsik – György Csávossy: Urechea — Tódor Kupás
- Károly Kós: Budai Nagy Antal — starețul Lukács / contele Gotfrid
- György Kovács – Eugen Mirea: Ultimul tren — sufleur
- Gyula Krúdy: A vörös postakocsi — Szilveszter
- Eugène Labiche – Marc-Michel: Pălăria florentină — Vézinet
- Horia Lovinescu: Febre — pescarul bătrân
- Horia Lovinescu: Petru Rareș — Alexandru Vodă Cornea
- Niccolò Machiavelli: Mătrăguna — Siro
- Imre Madách: Tragedia omului — cetățeanul III / curteanul II / sanchilot / londonez
- Teodor Mazilu: Proștii sub clar de lună — Gogu
- György Méhes: Noi, bărbații — Jámbor
- György Méhes: Széna vagy szalma — Butykos
- József Méliusz: Nu e așa de simplu — grefier / Frigyes Krémes
- Agustín Moreto y Cabaña: Donna Diana — Don Gaston
- Tudor Mușatescu: ...escu — Langada
- Tudor Mușatescu: Titanic-Vals — Nercea
- Zsigmond Móricz: Pasărea mică — Atyus
- Zsigmond Móricz – Mihály Fazekas: Mateiaș Gâscarul — Bíró (judecător)
- Branislav Nușici: Doctor în filozofie — Blagoje, cumnatul lui Cvijovic
- Eugene O'Neill: Lungul drum al zilei către noapte — Nick
- Jan Otčenášek: Romeo, Julieta și întunericul — tatăl
- Camil Petrescu: Jocul ielelor — Sache Dumitrescu
- Reginald Rose: 12 oameni furioși — juratul nr. 12
- Edmond Rostand: Cyrano de Bergerac — un domn indiscret
- Imre Sarkadi: Septembrie — Jóska Lomov
- Friedrich Schiller: Don Carlos — Marele Inchizitor
- Mihail Sebastian: Ultima oră — ziaristul Voicu
- William Shakespeare: A douăsprezecea noapte — Malvolio
- William Shakespeare: Îmblânzirea scorpiei — Biondello, valetul lui Lucentio
- William Shakespeare: Macbeth — portarul cetății
- William Shakespeare: Othello — Gratiano
- William Shakespeare: Regele Lear — contele de Gloucester
- George Bernard Shaw: Convertirea căpitanului Brassbound — Redbrook
- George Bernard Shaw: Maiorul Barbara — Peter Shirley
- Virgil Stoenescu: Scrisori de dragoste — Nelu
- András Sütő: Aripă de rândunică — Péter Golovics, contabil la G.A.C. „Progresul”
- András Sütő: Nuntă la castel — Péter Golovics, contabil la G.A.C. „Progresul”
- Lajos Szabó: Fidelitate — Forintos
- Lajos Szabó: Refugiul — Géza Pásztor
- Lajos Szabó: Scuza — Mihály Csombor, iobag
- László Szekernyés: Regele-i sub tron — regele
- Albert Szirmai – Tamás Ernőd: Turta dulce — administratorul Lébenláb
- Mircea Ștefănescu: Micul infern — medicul
- Konstantin Treniov: Liceenii — Sardanapalenko
- Petru Vintilă: Casa care a fugit pe ușă — bunicul
- Vsevolod Vișnevski: Tragedia optimistă — instigatorul
- Tiberiu Vornic – Ioana Postelnicu: Împărăția lui Machidon — Cumpănașu
- Mihály Vörösmarty: Csongor și Tünde — Berreh (Behăilă), fiul diavolului
- Arnold Wesker: Rădăcini — Stan Mann
- Oscar Wilde: Evantaiul doamnei Windermere — dl Dumby
- Nikolai Zarudnîi: Curcubeul — Koszják / Petrov

## Filmografie
- Forró vizet a kopaszra! (1972) — Mihály Boróka
- Tănase Scatiu (1976) — bărbatul care bea în picioare la dineul dat de Scatiu
- Buzduganul cu trei peceți (1977) — călugărul Macarie, ajutorul lui Pamfilie
- A ménesgazda (1978)

## Distincții
- Ordinul Meritul Cultural clasa a V-a (6 noiembrie 1967) „pentru merite deosebite în domeniul artei dramatice”[9]